# لئو کانجلس
لئو کانجلس (هلندی: Leo Canjels; ۱ آوریل ۱۹۳۳ – ۲۶ مهٔ ۲۰۱۰) بازیکن فوتبال اهل هلند بود.

## تیم ملی
وی همچنین در تیم ملی فوتبال هلند بازی کرده‌است.